# Edward Kuntze
Edward Jan Wilhelm Kuntze (ur. 6 marca 1880 we Lwowie, zm. 3 czerwca 1950 w Krakowie) – bibliotekarz, historyk, edytor źródeł, dyplomata.

## Życiorys
Urodził się w rodzinie Bernarda, wyższego urzędnika kolejowego, i Herminy z Birgfellnerów. Ukończył C. K. V Gimnazjum we Lwowie. Od 1898 studiował historię i geografię na Uniwersytecie Franciszkańskim, uzyskując w 1902 stopień naukowy doktora. Pracował jako nauczyciel w II Gimnazjum we Lwowie (1901–1905) i w gimnazjum w Bochni (1905–1906). W 1904 uzyskał dyplom nauczyciela szkół średnich. W międzyczasie był członkiem Ekspedycji Rzymskiej Akademii Umiejętności (1903–1904). Kontynuował studia na uniwersytetach w Lipsku i Berlinie. Podjął pracę w Bibliotece Jagiellońskiej (1906), był dyrektorem Biblioteki Uniwersytetu Poznańskiego (1919–1926), dyrektorem Biblioteki UJ (1926–1939, 1945–1947). Pełnił też funkcję prezesa delegacji polskiej w Mieszanej Komisji Reewakuacyjnej i Specjalnej Komisji Mieszanej w Moskwie (1923–1935). Współzałożyciel (1923) i do 1925 prezes Towarzystwa Bibliofilów w Poznaniu. Był przewodniczącym Rady Związku Bibliotekarzy Polskich (1926–1933). Założyciel i redaktor (1927–1939, 1946–1948) kwartalnika „Przegląd Biblioteczny”.
Od 1927 był mężem Anny z Nałęcz-Bielakowskich (1896–1946). Dzieci nie mieli.
Spoczywa razem z żoną na cmentarzu Rakowickim w Krakowie (kwatera JA-płd-ostatni).

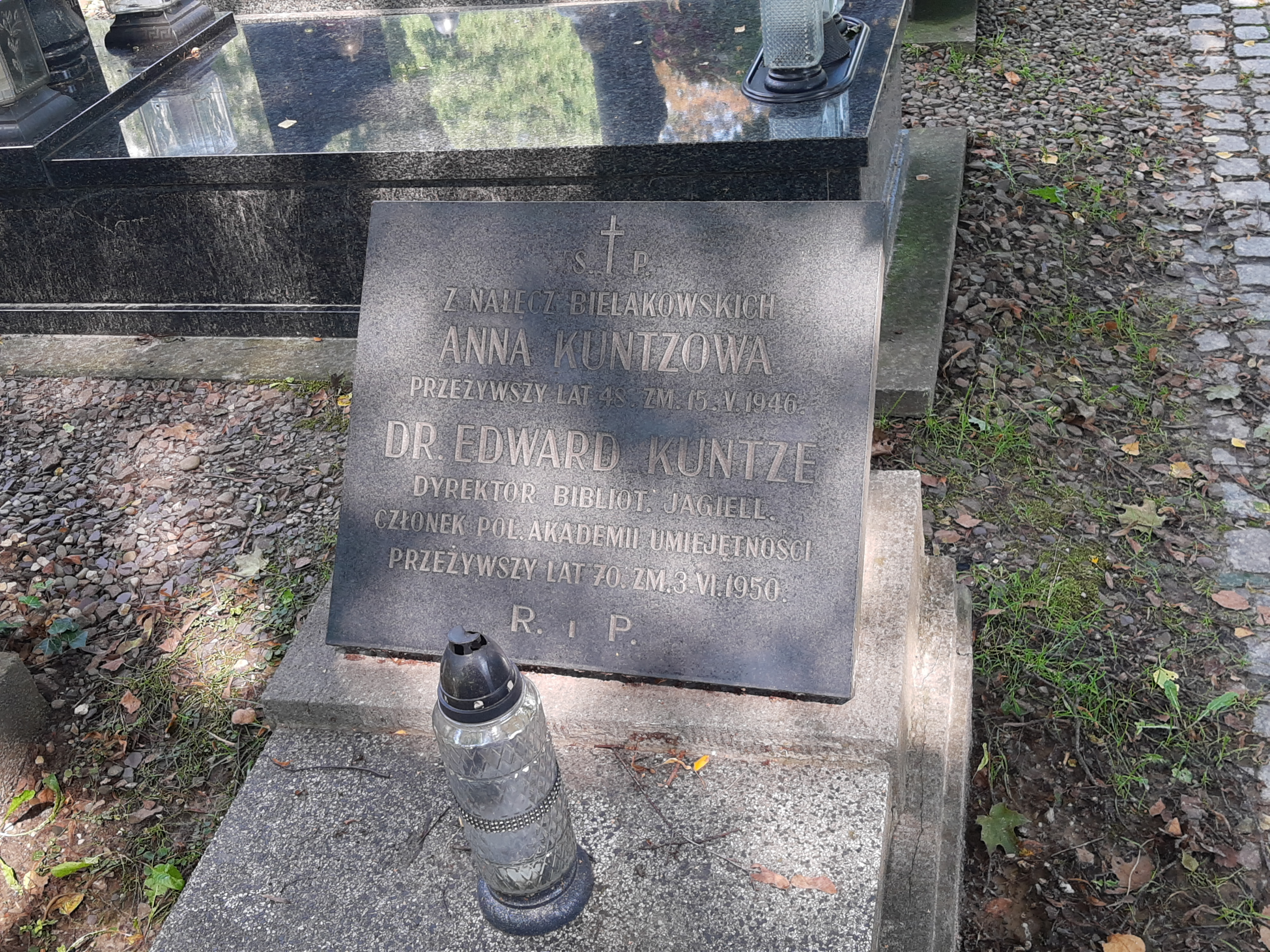
Grób Edwarda Kuntzego na cmentarzu Rakowickim

## Ordery i odznaczenia
- Krzyż Komandorski Orderu Odrodzenia Polski (30 kwietnia 1925)[2]
- Krzyż Oficerski Orderu Odrodzenia Polski (27 grudnia 1924)[3]
- Złoty Krzyż Zasługi (11 listopada 1936)[4]